# Ducati Paso
La Ducati Paso fu la prima moto prodotta dalla Ducati in seguito all'acquisizione del marchio da parte del gruppo Cagiva. Fu prodotta in tre versioni: "750 Paso" (1986),  "Paso 906" (1988) e "907 I.E." (1990).  Presentata al Salone di Milano del novembre 1985, la Ducati Paso deve il nome al pilota Renzo Pasolini, detto "Paso", deceduto il 20 maggio 1973 in un incidente di gara nell'Autodromo di Monza durante il Gran Premio delle Nazioni. La moto si caratterizza stilisticamente per la carenatura integrale. Negli stessi anni il gruppo Cagiva produsse due motocicli con carenatura analoga alla Paso ma in segmenti di mercato inferiori: la Cagiva Freccia, una monocilindrica di 125 cm³, e la Moto Morini Dart, una bicilindrica di 350 cm³ .

## 750 Paso

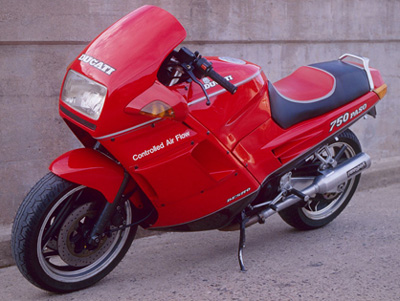
La Ducati Paso 750

Il marchio bolognese, acquistato nel 1983 dal gruppo Cagiva, nel tentativo di superare i trascorsi difficili della gestione IRI, costruì una moto con caratteristiche tecniche e d'immagine innovative in grado di opporsi alla concorrenza giapponese.
Per raggiungere l'ambizioso obiettivo la Ducati si affidò a Massimo Tamburini, valente tecnico riminese e cofondatore della Bimota (in futuro autore di moto di grande successo come la Ducati 916 e le MV Agusta F4 e Brutale). I problemi da superare erano molti, in particolare era necessario utilizzare l'unico motore in produzione dalla Ducati, il bicilindrico a L di 90°, serie Pantah, giunto con molti affinamenti fino ai giorni nostri e unico nella produzione di serie ad essere dotato di distribuzione desmodromica, ma ai tempi affetto da problemi di affidabilità dovuti per lo più a lavorazioni meccaniche di modesta qualità.
Il progettista riminese vestì la motocicletta con una carenatura integrale, che celava alla vista ogni componente meccanica.
La moto venne dotata di dotazioni tecniche di ultima generazione: telaio in tubi quadri d'acciaio al cromo-molibdeno, forcella anteriore Marzocchi M1R, forcellone posteriore in lega leggera con biellismi ad azionamento progressivo, ruote da 16 pollici con pneumatici radiali di generosa sezione, motore con raffreddamento misto aria-olio, accensione elettronica e strumentazione completa, sebbene poco visibile durante la notte .
Il tutto per realizzare una moto che costituiva un'assoluta novità nella produzione Ducati: non una sportiva, ma una moto con espressa vocazione sport-tourer.
Nonostante le premesse il successo commerciale stentò ad arrivare poiché la moto era più costosa delle concorrenti, aveva prestazioni inferiori (erano dichiarati 73,44 cv a 7.900 giri per 200 km/h di velocità) e aveva ancora qualche limite di affidabilità a causa di un impianto elettrico non perfettamente a punto e soprattutto di un'alimentazione mediante un carburatore automobilistico, montato al centro del V dei cilindri, che risentiva dell'insufficiente smaltimento di calore nella guida a bassa velocità, dovuto alla ridotta misura degli sfoghi d'aria nella carenatura .
La moto fu esportata anche sul mercato americano, con la necessità però di modificare gli indicatori di direzione posteriori, separati dal fanale posteriore, con contamiglia e con terminali di scarico diversi, questa versione fu commercializzata anche in Italia con il nome di Paso 750LTD, cioè limited edition.

## Paso 906
Al Salone di Colonia 1988 venne presentata la Paso 906, con cilindrata di 904 cm³ e 88  CV a 8 000 giri per 220 km/h di velocità massima, caratterizzata da raffreddamento a liquido e cambio a 6 marce, anche se restavano invariati ciclistica, impianto elettrico e alimentazione.

## 907 I.E.

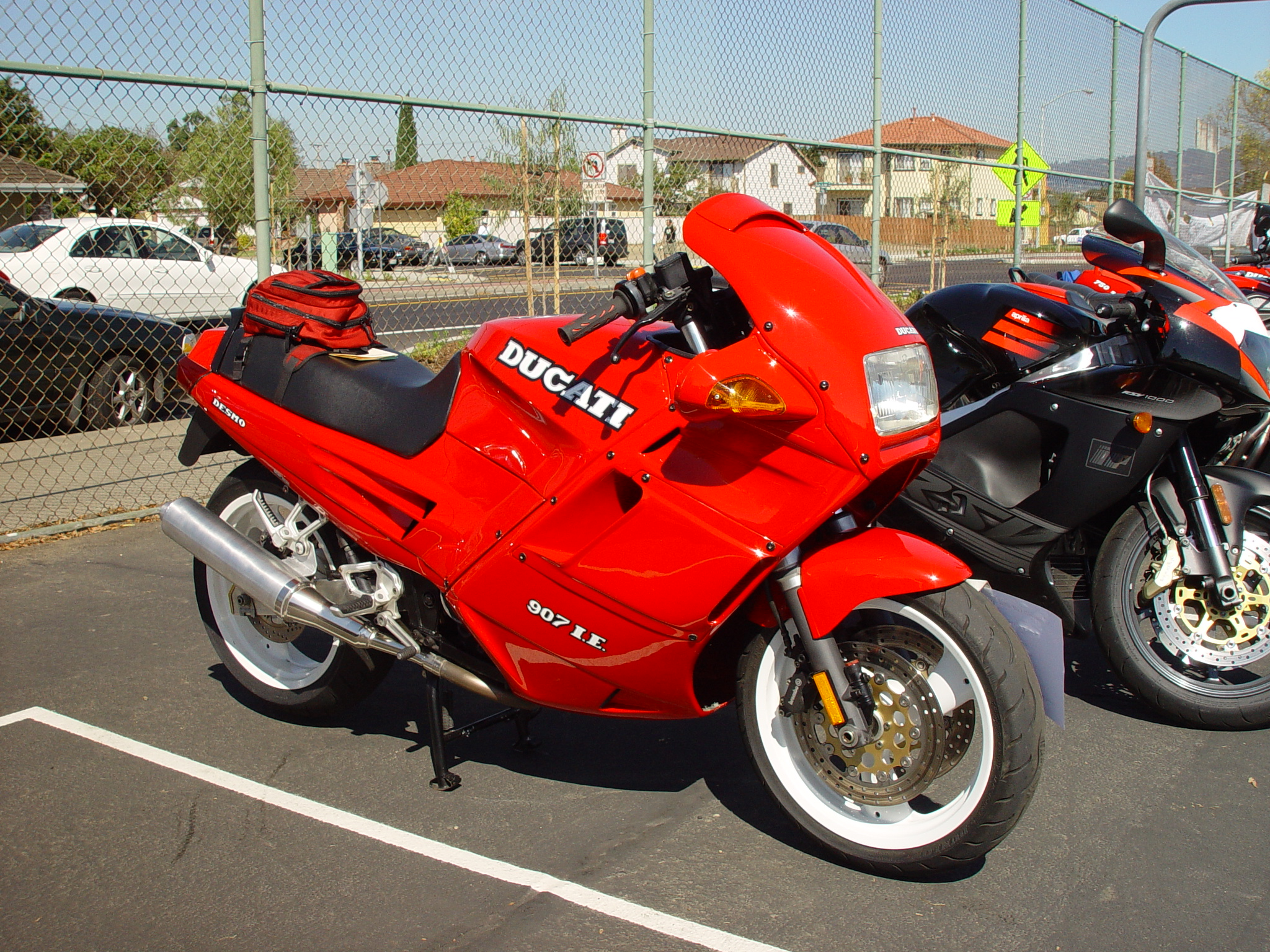
La Ducati 907 I.E.

La maturità fu raggiunta con la 907 I.E., presentata al Salone di Colonia 1990, che perse tuttavia il nome "Paso".
Il motore restava il medesimo 904 cm³ della Paso 906, ma il carburatore lasciò il posto ad un moderno (per i tempi) impianto Weber-Marelli che integrava accensione ed iniezione elettronica risolvendo i problemi di alimentazione delle versioni precedenti. La potenza salì a 90  CV a 8.500 giri e la velocità a 230 km/h.
Anche la parte ciclistica fu modificata con cerchi da 17" che assecondavano una tendenza progettuale tuttora invalsa e diedero alla moto un'agilità e un equilibrio prima sconosciuti.
La produzione cessò nel 1992.

## Produzione per modello e per anno
| Descrizione\Anno      | 1986  | 1987  | 1988  | 1989 | 1990  | 1991 | 1992 |  | Totale |
| --------------------- | ----- | ----- | ----- | ---- | ----- | ---- | ---- |  | ------ |
|                       |       |       |       |      |       |      |      |  |        |
| 750 Paso              |       |       |       |      |       |      |      |  |        |
| 1986/87 Red           | 1 023 | 828   |       |      |       |      |      |  |        |
| 7 / 87 Red Ed.        |       | 450   |       |      |       |      |      |  |        |
| 7 / 87 White Ed.      |       | 50    |       |      |       |      |      |  |        |
| U.S.A. 1986 Red       | 2     | 390   |       |      |       |      |      |  |        |
| Calif. 1987/88 Red    |       |       | 350   |      |       |      |      |  |        |
| Calif. 1987/88 Blue   |       | 150   | 100   |      |       |      |      |  |        |
| U.S.A. 1987/88 Red    |       | 1 010 | 55    |      |       |      |      |  |        |
| U.S.A. 1987/88 Blue   |       | 250   | 55    |      |       |      |      |  |        |
| U.S.A. 1987/88 White  |       | 50    |       |      |       |      |      |  |        |
| U.S.A. 1987/88 Power  |       | 50    |       |      |       |      |      |  |        |
| Calif. 1987/88 Power  |       | 50    |       |      |       |      |      |  |        |
| Totale                | 1 025 | 3 278 | 560   |      |       |      |      |  | 4 863  |
|                       |       |       |       |      |       |      |      |  |        |
| Paso 906              |       |       |       |      |       |      |      |  |        |
| Europe 1988 Red       |       |       | 502   |      |       |      |      |  |        |
| Europe 1989 Red       |       |       |       | 400  |       |      |      |  |        |
| U.S.A. 1988 Red       |       |       | 250   |      |       |      |      |  |        |
| Switz. 1988 Red       |       |       | 100   |      |       |      |      |  |        |
| Europe 1988 Blue      |       |       | 200   |      |       |      |      |  |        |
| Europe 1989 Black     |       |       |       | 100  |       |      |      |  |        |
| Europe 1988 Black     |       |       | 100   |      |       |      |      |  |        |
| U.S.A. 1988 Blue      |       |       | 100   |      |       |      |      |  |        |
| Switz. 1988 Blue      |       |       | 50    |      |       |      |      |  |        |
| Totale                |       |       | 1 302 | 500  |       |      |      |  | 1 802  |
|                       |       |       |       |      |       |      |      |  |        |
| 907 I.E.              |       |       |       |      |       |      |      |  |        |
| Europe 1990           |       |       |       | 1    | 1 052 |      |      |  |        |
| Europe 1992           |       |       |       |      |       | 60   | 270  |  |        |
| Europe 1992 Black     |       |       |       |      |       | 110  |      |  |        |
| U.S.A. 1990           |       |       |       |      | 195   |      |      |  |        |
| U.S.A. 1992           |       |       |       |      |       | 146  | 140  |  |        |
| U.S.A. 1992 Black     |       |       |       |      |       | 64   |      |  |        |
| California 1990       |       |       |       |      | 55    |      |      |  |        |
| California 1992       |       |       |       |      |       | 63   | 40   |  |        |
| California 1992 Black |       |       |       |      |       | 27   |      |  |        |
| Germany 1992          |       |       |       |      |       | 10   | 50   |  |        |
| Germany 1992 Black    |       |       |       |      |       | 20   |      |  |        |
| Totale                |       |       |       | 1    | 1 302 | 500  | 500  |  | 2 303  |
|                       |       |       |       |      |       |      |      |  |        |
| Totale                | 1 025 | 3 278 | 1 862 | 501  | 1 302 | 500  | 500  |  | 8 968  |